# Magnerico (nome)
Magnerico  è un nome proprio di persona italiano maschile.

## Varianti
- Maschili: Meinrico
- Femminili: Magnerica[1]

### Varianti in altre lingue
- Catalano: Magneric[2]
- Germanico: Magnerich[3], Meginrich[3], Megenrih[3], Meinrich[3], Meinric[3]
- Latino: Magnericus
- Spagnolo: Magnerico[2]

## Origine e diffusione
Antico nome nobiliare ad oggi rarissimo in Italia, tipico dell'onomastica germanica. È composto dagli elementi magan (o magin, "grandezza", "forza", "potenza") e ric ("capo", "signore", "re", "governare"). Non è tuttavia escluso che il primo elemento sia invece da ricondurre al latino magnus ("grande").

## Onomastico
L'onomastico si festeggia il 25 luglio in onore di san Magnerico, confessore e vescovo di Treviri.